# Wildlife (film)
Wildlife is een Amerikaanse film uit 2018, meegeschreven en geregisseerd door Paul Dano en gebaseerd op het gelijknamig boek van Richard Ford uit 1990.

## Verhaal
Montana in de jaren zestig. De veertienjarige Joe is het enig kind van huisvrouw Jeanette en golfleraar Jerry. Het gaat steeds slechter met het huwelijk van zijn ouders en wanneer Jerry zijn baan verliest, besluit hij te gaan meedoen aan de strijd tegen de bosbranden in de nabijheid tegen de Canadese grens. Joe en zijn moeder zijn gedwongen verder hun plan te trekken om het hoofd boven water te houden. Het wordt er niet beter op wanneer zijn moeder verliefd wordt op een andere man die enkel vriendelijk doet tegen Joe om zo bij zijn moeder in bed te kunnen kruipen.

## Rolverdeling
| Acteur                | Personage        |
| --------------------- | ---------------- |
| Carey Mulligan        | Jeanette Brinson |
| Ed Oxenbould          | Joe Brinson      |
| Bill Camp             | Warren Miller    |
| Jake Gyllenhaal       | Jerry Brinson    |
| Travis Bruyer         | Forester         |
| Zoe Margaret Colletti | Ruth-Ann         |
| Tom Huston Orr        | Mr. Cartwright   |
| Darryl Cox            | Clarence Snow    |
| Ginger Gilmartin      | receptioniste    |
| Michael Gibbons       | coach            |
| Mollie Milligan       | Esther           |
| John Walpole          | fotograaf        |
| J. Alan Davidson      | leraar           |

## Release
Wildlife ging op 20 januari 2018 in première op het Sundance Film Festival in de U.S. Dramatic Competition.